# Powstanie Karposza
Powstanie Karposza – powstanie chłopskie dowodzone przez Karpoša w latach 1689–1690 r., w trakcie walk bułgarsko-tureckich.
Po klęsce wiedeńskiej, na Bałkanach wzmógł się ucisk chłopów i górali ze strony Turków. Utraciwszy nadzieje na wolność chłopi uciekali masowo w góry organizując oddziały powstańcze i bandy zbójeckie walczące z Turkami. Na czele powstańców stanął przywódca hajduków z rejonu Rodopów Karposz. W wyniku walk powstańcy zajęli szereg miast m.in. Krivą Palankę, Kumanovo i Kacnik. Dzięki pomocy austriackiej w ręce powstańców wpadły też Skopje i Stip. Większość miast została jednak spalona przez wycofujące się na front zachodni wojska Habsburgów. Wielkie zniszczenia wyrządziła także armia turecka nadciągająca ze wschodu. Turcy zdobyli i spalili m.in. Krivą Palankę bronioną przez 3000 powstańców. W starciu pod Kumanovem w ręce tureckie wpadł Karposz, który wraz z innymi powstańcami został powieszony. Ostatnim punktem oporu był Kacnik, który Turcy zdobyli w styczniu 1690 r. Powstanie upadło, wielu jego uczestników stracono lub wtrącono do więzienia.